# لیلا بنت

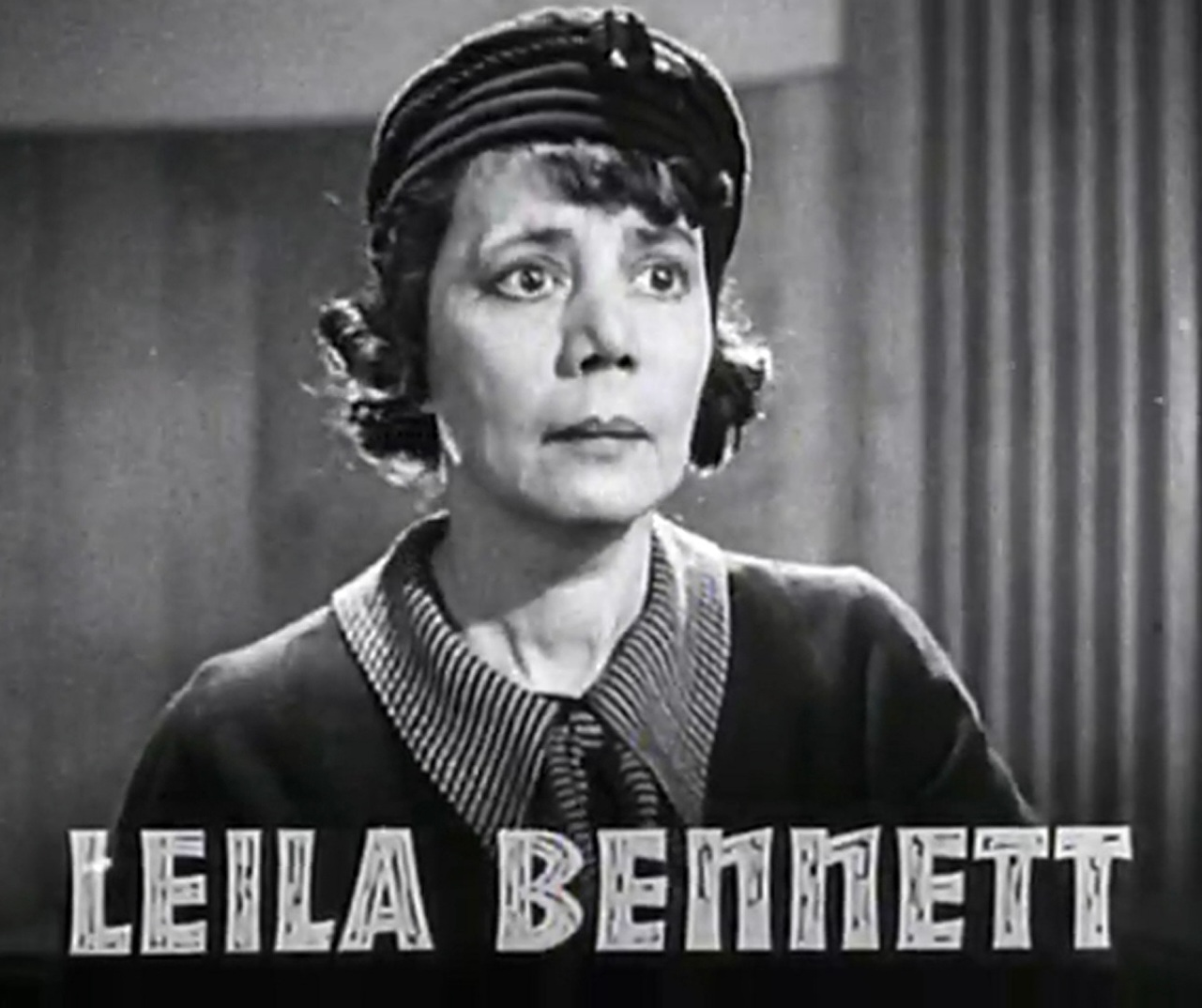

لیلا بنت (۱۷ نوامبر ۱۸۹۲ – ۵ ژانویه ۱۹۶۵) یک هنرپیشه سینمای آمریکایی بود که عمدتاً در نقش‌های مکمل به‌عنوان دستیاران بداخلاق، خدمتکار ظاهر می‌شد. بنت در نیوآرک، نیوجرسی در یک خانواده کارگری متولد شد. پدرش به عنوان سردبیر روزنامه و مادرش تننوگراف پاره وقت و خانه‌دار بود.
پس از کار در شرکت سهامی هری بلنی در بروکلین، نیویورک، او کار خود را در صحنه نیویورک در سال ۱۹۱۹ با به تصویر کشیدن شخصیت «مندی کولتر» در تولید کمدی تندر آغاز کرد. او به خاطر نقشش که با چهره سیاه اجرا شد توسط نیویورک تریبون مورد ستایش قرار گرفت.

## فیلم‌شناسی
- Gentlemans Fate (1931)
- اما (فیلم ۱۹۳۲) (1932)[۴]
- تاکسی! (1932) - Ruby.[۵]
- قیمت خرید (1932)[۴]
- The First Year (1932)[۴]
- دکتر ایکس (فیلم) (1932)[۴]
- Tiger Shark (1932)[۴]
- No Other Woman (1933)[۴]
- Terror Abroad (1933)
- اتود در قرمز لاکی (فیلم ۱۹۳۳) (1933)[۴]
- Sunset Pass (1933)[۴]
- The Prizefighter and the Lady (1933)
- Easy to Love (1934)
- Once to Every Woman (1934)
- Unknown Blonde (1934)
- Strictly Dynamite (1934)[۴]
- Housewife (1934)
- Dames (1934)[۶]
- Wagon Wheels (1934)[۷]
- One New York Night (1935)
- Mark of the Vampire (1935) as Maria[۸][۹]
- خشم (فیلم ۱۹۳۶) (1936) as Edna Hooper[۱۰]